# Henriette Hansen
Henriette Engel Hansen (Hillerød, 15 d'abril de 1982) és una esportista danesa que va competir en piragüisme en les modalitats d'aigües tranquil·les i marató, guanyadora d'una medalla d'or al Campionat Mundial de Piragüisme de 2014 i dues medalles al Campionat Europeu de Piragüisme: plata el 2013 i bronze el 2009, ambdues en la prova de K1 1000 m.
En la modalitat de marató, va obtenir quatre medalles d'or al Campionat Mundial entre els anys 2007 i 2013.

## Palmarès internacional

### Piragüisme en aigües tranquil·les
| Campionat Mundial | Campionat Mundial            | Campionat Mundial | Campionat Mundial |
| Any               | Lloc                         | Medalla           | Competició        |
| ----------------- | ---------------------------- | ----------------- | ----------------- |
| 2014              | Moscou ( Rússia)             | 1                 | K2 1000 m         |
| Campionat Europeu |                              |                   |                   |
| Any               | Lloc                         | Medalla           | Competició        |
| 2009              | Brandenburg ( Alemanya)      | 3                 | K1 1000 m         |
| 2013              | Montemor-o-Velho ( Portugal) | 2                 | K1 1000 m         |

### Piragüisme en marató
| Campionat Mundial | Campionat Mundial             | Campionat Mundial | Campionat Mundial |
| Any               | Lloc                          | Medalla           | Competició        |
| ----------------- | ----------------------------- | ----------------- | ----------------- |
| 2007              | Győr ( Hongria)               | 1                 | K2                |
| 2008              | Týn nad Vltavou ( Txèquia)    | 1                 | K2                |
| 2009              | Vila Nova de Gaia ( Portugal) | 1                 | K2                |
| 2013              | Copenhaguen ( Dinamarca)      | 1                 | K2                |